# NGC 6741
NGC 6741 هي مجرة تتبع كوكبة العقاب. اكتشفها إدوارد تشارلز بيكرنج في 19 أغسطس 1882.

## روابط خارجية
- NGC 6741 على موقع ويكي سكاي: DSS2, SDSS, GALEX, IRAS, Hydrogen α, X-Ray, Astrophoto, Sky Map, Articles and images